# Dent (Minnesota)
Dent ist eine Stadt (City) im Otter Tail County in Minnesota, Vereinigte Staaten. Das U.S. Census Bureau hat bei der Volkszählung 2020 eine Einwohnerzahl von 173 ermittelt.

## Geschichte
Dent wurde am 6. September 1904 gegründet und nach Henry Dent, einem Eisenbahner, benannt.

## Geografie
Benachbarte Orte von Dent sind Perham (16 km nordöstlich) und Richville (14 km südöstlich).

## Verkehr
Zu erreichen ist der Ort über die am nördlichen Rand vorbeiführende Minnesota State Route 108.
Der nächstgelegene Flugplatz ist der Perham Municipal Airport.